# Haparanda (comuna)
Haparanda (em sueco: Haparanda kommun,  OUÇA A PRONÚNCIA; em finlandês: Haaparannan kunta; em lapão: Háhpáránddi gielda) é uma comuna do norte da Suécia.
Pertence ao condado de Norrbotten. Está localizada junto à foz do rio Rio Torne no mar Báltico, a cerca de 120 km a nordeste da cidade de Luleå. Faz fronteira a leste com a Finlândia.  
Possui 921 quilômetros quadrados e segundo censo de 2020, havia 9 601 habitantes.
Sua capital é a cidade de Haparanda. 
É uma das comunas onde é mais forte a presença da língua minoritária meänkieli.

## Comunicações
A comuna é atravessada pela estrada europeia E4  (Sundsvall–Haparanda-Finlândia). É o ponto de partida da estrada nacional 99 (Haparanda–Karesuando).
A linha ferroviária de Haparanda conecta a cidade a Boden, com ligação a Kalix e a Luleå.
O aeroporto mais perto fica na Finlândia – aeroporto de Kemi-Torneå, e o aeroporto sueco mais próximo é o aeroporto de Luleå.